# Pilzno
Pilzno è un comune urbano-rurale polacco del distretto di Dębica, nel voivodato della Precarpazia.
Ricopre una superficie di 165,21 km² e nel 2004 contava 17 215 abitanti.